# Lorraine Moller
Lorraine Mary Moller (ur. 1 czerwca 1955 w Putāruru) – nowozelandzka lekkoatletka, specjalizująca się w biegach długodystansowych i maratońskich, czterokrotna uczestniczka igrzysk olimpijskich w latach 1984, 1988, 1992 i 1996, brązowa medalistka olimpijska z 1992 z Barcelony w biegu maratońskim.
W 2008 została przyjęta w poczet New Zealand Sports Hall of Fame.

## Finały olimpijskie
- 1984 – Los Angeles, bieg maratoński – 5. miejsce
- 1988 – Seul, bieg maratoński – 33. miejsce
- 1992 – Barcelona, bieg maratoński – brązowy medal
- 1996 – Atlanta, bieg maratoński – 46. miejsce

## Inne osiągnięcia
- wielokrotna mistrzyni Nowej Zelandii, w biegu na 10 km (1974, 1975, 1979) oraz w biegu przełajowym na długim dystansie (1976)[2]
- wielokrotna rekordzistka kraju, m.in. w maratonie[3] oraz biegu na 5 kilometrów
- 1975 – Rabat, mistrzostwa świata w biegach przełajowych – srebrny medal w drużynie (indywidualnie zajęła 5. miejsce)
- 1982 – Brisbane, Igrzyska Wspólnoty Narodów – dwa brązowe medale, w biegach na 1500 m oraz 3000 m
- 1984 – Paryż, maraton paryski – 1. miejsce
- 1984 – Boston, maraton bostoński – 1. miejsce
- 1986 – Edynburg, Igrzyska Wspólnoty Narodów – srebrny medal w biegu maratońskim
- 1986 – Osaka, maraton osakijski – 1. miejsce
- 1987 – Osaka, maraton osakijski – 1. miejsce
- 1989 – Osaka, maraton osakijski – 1. miejsce

## Rekordy życiowe
- bieg na 3000 metrów – 8:51,78 – Helsinki 08/08/1983
- bieg na 5 kilometrów – 15:29 – Los Angeles (Woodland Hills) 31/10/1982
- bieg na 10 000 metrów – 32:40,17 – Dedham 02/07/1988
- bieg maratoński – 2:28:17 – Edynburg 01/08/1986